# لینوکس گیم

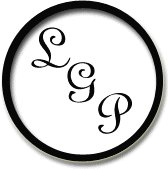
تصویری از لوگوی لینوکس گیم

لینوکس گیم (انگلیسی: Linux Game) شرکت بازی ویدئویی بریتانیایی است، که در سال ۲۰۰۱ تأسیس شد.